# Résolution 1409 du Conseil de sécurité des Nations unies
Membres permanents
- Chine
- États-Unis
- France
- Royaume-Uni
- Russie

Membres non permanents
- Bulgarie
- Cameroun
- Colombie
- Guinée
- Irlande
- Mexique
- Maurice
- Norvège
- Singapour
- Syrie

Résolution no 1408 Résolution no 1410
La Résolution 1409 du Conseil de sécurité des Nations unies fut adoptée à l'unanimité le 14 mai 2002. Après avoir rappelé toutes les résolutions antérieures sur l'Irak, y compris les résolutions 986 (de 1995), 1284 (de 1999), 1352 (en) (de 2001), 1360 (de 2001) et 1382 (de 2001) concernant le Programme pétrole contre nourriture, le Conseil a prolongé de 180 jours les dispositions relatives à l'exportation de pétrole ou de produits pétroliers irakiens en échange d'une aide humanitaire et a approuvé une liste de sanctions révisées à l'encontre du pays. Son adoption a rationalisé le programme de sanctions, avec la levée des restrictions sur l'expédition de biens civils vers l'Irak, bien que les interdictions sur les armes et les biens militaires soient restées.
Le Conseil de sécurité était convaincu de la nécessité d'une mesure temporaire pour fournir une aide humanitaire au peuple irakien jusqu'à ce que le gouvernement remplisse les dispositions des résolutions 687 (de 1991) et 1284, et distribue également l'aide dans tout le pays. Il a noté que la décision d'adopter une liste d'examen des marchandises dans la Résolution 1382 devait entrer en vigueur le 30 mai 2002.
Agissant en vertu du Chapitre VII de la Charte des Nations unies, le Conseil a prorogé le programme Pétrole contre nourriture de 180 jours à compter de 00h01 HET le 30 mai 2002. Dans le même temps, les pays devaient adopter la Liste des produits faisant l'objet de restrictions. Les fonds du compte séquestre devaient être utilisés pour financer les ressources et produits autorisés à envoyer vers l’Irak. Des examens de la liste des marchandises et la mise en œuvre des mesures devaient également avoir lieu régulièrement. Le Conseil a également prié le Secrétaire général Kofi Annan de lui présenter une évaluation de la mise en œuvre de la Liste d'examen des marchandises.
La résolution contient des procédures révisées relatives à l’examen des demandes d’exportation vers l’Irak par le Bureau du Programme Irak, la Commission de contrôle, de vérification et d'inspection des Nations unies et l’Agence internationale de l'énergie atomique. Les demandes devaient contenir des informations détaillées sur les ressources et les marchandises à exporter, y compris si celles-ci incluaient des articles inscrits sur la liste d'examen des marchandises.
La résolution 1409 a été adoptée à l'unanimité bien que la Syrie ait cherché à inclure une référence relative au droit de l'Irak de se défendre, demande rejetée par le Conseil.